# Marie Eitink
Maria Helena (Marie) Eitink (Enschede, 18 augustus 1925 - aldaar 13 november 2018) was een Nederlandse beeldhouwster.

## Leven en werk
Eitink werd geboren in Enschede. Zij studeerde beeldhouwkunst bij Piet Esser aan de Rijksakademie van beeldende kunsten in Amsterdam. In 1954 huwde zij de beeldhouwer Jan van Eyl (1926-1996). Het beeldhouwersechtpaar vestigde zich in haar geboorteplaats Enschede, waar Jan van Eyl leiding gaf aan de beeldhouwafdeling van de Academie voor Kunst en Industrie. Marie Eitink werkte wel mee met projecten van Jan van Eyl, maar haar stijl verschilde van de zijne en zij creëerde haar eigen beeldhouwoeuvre.

## Werken (selectie)
- 1954 Brandweermannen (reliëf kalkzandsteen), Hengelosestraat, Enschede[2]
- 1954 Rode haan bij oplaaiende vlammen (reliëf kalkzandsteen), Hengelosestraat, Enschede
- 1954 Steigerend paard (reliëf), Oude textielschool, Hengelosestraat, Enschede
- 1954 Reliëf, Sterrenbosweg, Haaksbergen
- Marktkraam (reliëf terracotta), Markt, Hengelo
- 1955 Metaalreliëf, Europatunnel, Spoorstraat, Hengelo (in samenwerking met Jan van Eyl)[3]
- 1959 Herrijzing (basalt), Getfertsingel, Enschede
- Speelplastiek (beton), Dr. J. van Damstraat, Enschede
- 1963 Levensgang (brons), windwijzer toren van het gemeentehuis van Hengelo (in samenwerking met Jan van Eyl)
- 1968 Plastiek (beton), Zilvermeeuwlaan, Leidschendam
- 1973 Klaverblad (koper), Lijsterstraat, Enschede

## Afbeeldingen

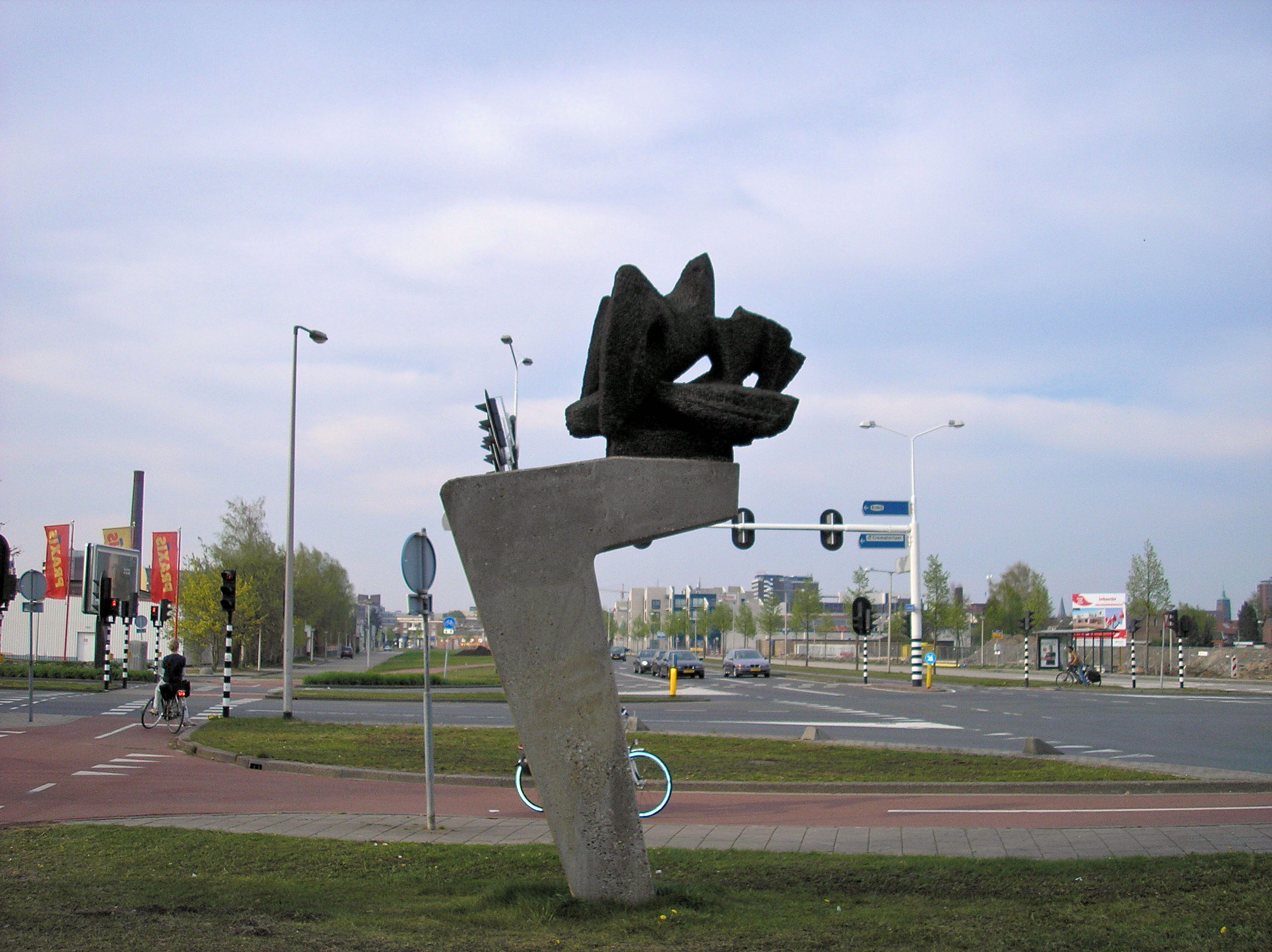
Herrijzing (1959), Enschede
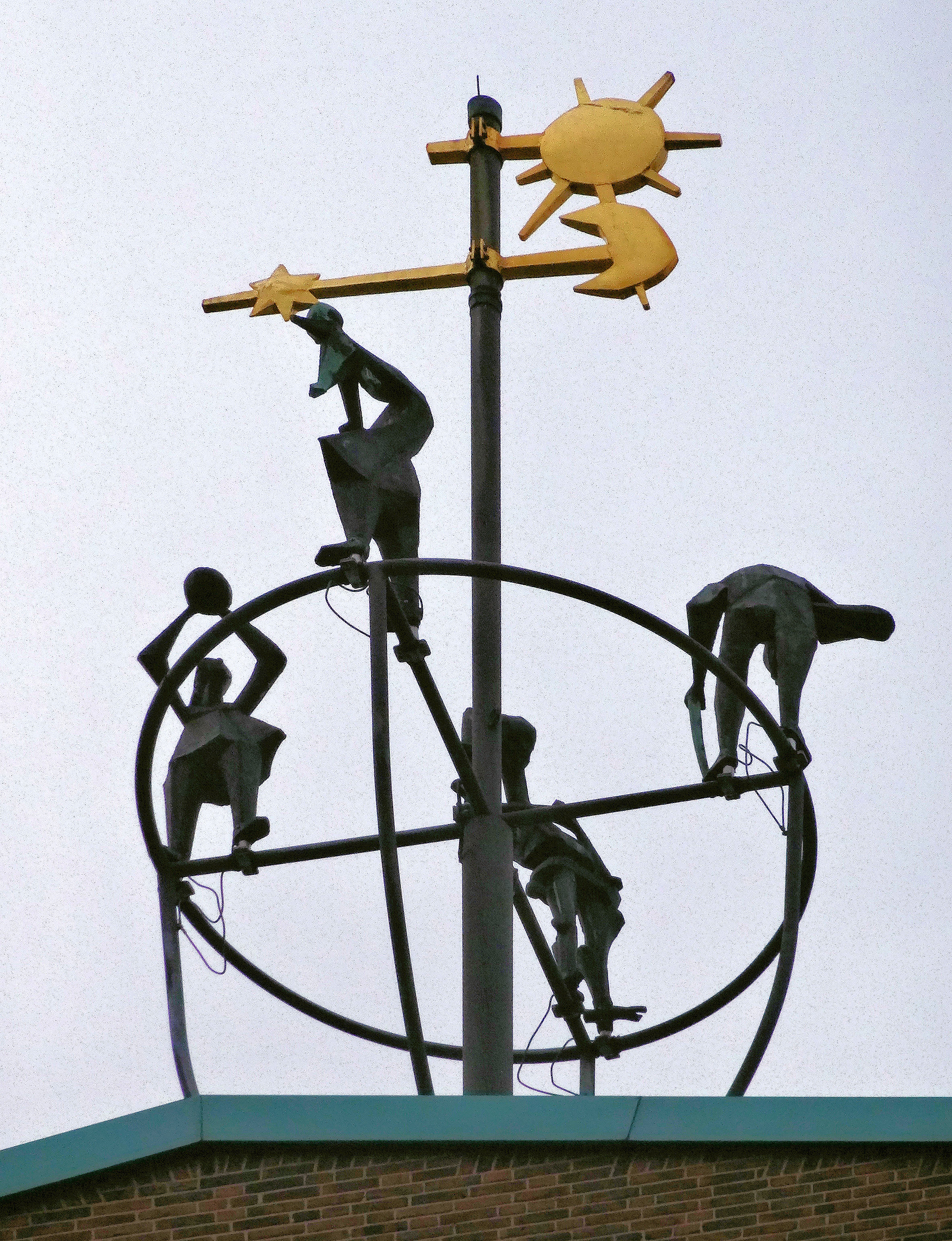
Levensgang (1963), Hengelo

- RKD-Nederlands Instituut voor Kunstgeschiedenis: 26995
- Virtual International Authority File: 39167198625667631844